# Cerodontha michaeli
Cerodontha michaeli är en tvåvingeart som beskrevs av Zlobin 2000. Cerodontha michaeli ingår i släktet Cerodontha och familjen minerarflugor. Inga underarter finns listade i Catalogue of Life.